# Висота Безсмертя
Висота Безсмертя (рос. Высота Бессмертия) — меморіальний комплекс, закладений 1967 року на правому березі Сіверського Дінця в селищі Атаєво, місто Біла Калитва.

## Історія
Комплекс присвячений військовикам кавалерійського ескадрону 112-ї Башкирської кавалерійської дивізії 8-го кавкорпуса, яким керував лейтенант Аннаклич Атаєв.
У січні 1943 року в ході визвольних боїв за Білу Калитву військовики ескадрону, закріпившись на висоті, що виділяється над околишньою територією, билися проти батальйону піхоти, який використовував автомати при підтримці десяти танків, артилерійського і мінометного вогню. Таким чином, вони зробили вагомий внесок в успішне звільнення міста від нацистів.
Лейтенант А. Атаєв рішенням Президії Верховної Ради СРСР був посмертно удостоєний звання Героя Радянського Союзу, а його підлеглі підрозділи також посмертно отримали ордена Вітчизняної війни I ступеня.
Спочатку пам'ятник являв собою три стели і вічний вогонь. Пізніше — до 40-річчя Перемоги, — між стелами була поміщена скульптура скорботної Матері-Батьківщини з лавровим вінком у руці. На півколі стіни встановлені пам'ятні плити з викарбуваними іменами героїв, а через весь меморіал йде напис «Пам'яті полеглих будьте гідні».